# Серне ла Вил
Серне ла Вил (фр. Cernay-la-Ville) насеље је и општина у Француској у региону Париски регион, у департману Ивлен која припада префектури Рамбује.
По подацима из 2011. године у општини је живело 1642 становника, а густина насељености је износила 168,07 становника/km². Општина се простире на површини од 9,77 km². Налази се на средњој надморској висини од 170 метара (максималној 178 m, а минималној 111 m).

## Демографија
| 1962. | 1968. | 1975. | 1982. | 1990. | 1999. | 2011. |
| ----- | ----- | ----- | ----- | ----- | ----- | ----- |
| 561   | 518   | 969   | 1.666 | 1.757 | 1.727 | 1.642 |

График промене броја становника у току последњих година